# Roos Wouters
Roos Wouters (Amsterdam, 23 november 1974) is politicoloog en werkzaam als freelance publicist, columnist en debatleider. 
Zij houdt zich vooral bezig met de verdeling werk&zorg en de hobbels waar werkende ouders tegenaan lopen. Zij was bestuurslid van de Stichting Werkende Ouders en van het Alternatief voor Vakbond met ‘ouders op de arbeidsmarkt’ in haar portefeuille. Ook is zij bij  WOMEN Inc. aanvoerder van een New Girls Netwerk; een denktank die bekijkt wat er nodig is om het ouderschap te emanciperen zodat het op een prettige manier past in het dagelijks leven van werkende gezinnen. Wouters pleit op een frisse en luchtige manier voor emancipatie van vrouwen en mannen samen en bedacht hiervoor de term Femanisme

## Biografie
In 2000 is Wouters (moeder van twee kinderen) afgestudeerd als politicoloog aan de UvA. Tijdens en na haar studie heeft zij vijf jaar bij AT5 (de Amsterdamse regionale omroep) en daarna bij Multiculturele Televisie Nederland (MTNL), het Instituut voor Publiek en Politiek (IPP) en de Raad voor de Volksgezondheid en Zorg gewerkt. Op dit moment is zij freelance publicist, columnist, debatleider, tekstschrijver en internetcolumnist bij Lof (platform voor moeders met ambities) en  Lux Voor. 
Bij uitgeverij Augustus publiceerde Wouters haar eerste boek, "Fuck! Ik ben een feminist", dat de verschuivende rolpatronen als thema heeft. De boekpresentatie was op maandag 24 november 2008 bij WOMEN Inc.
Bij nrc.next en Contrast heeft Wouters in 2006 een essayprijs gewonnen met een artikel over discriminatie.

## Femanisme
Met de term femanisme hoopt Wouters de emancipatie van vrouwen én mannen een nieuwe impuls te geven. Het feminisme heeft volgens haar namelijk vooral onder jongeren een negatieve connotatie en onder andere omdat het vaak met man- en kindvijandigheid geassocieerd zou worden. Het femanisme strijdt voor een nieuwe emancipatiebeweging waarbij de voorhoede uit vrouwen én mannen bestaat. Daar waar vrouwen last hebben van een "glazen plafond", ziet Wouters mannen immers ook vaak last hebben van een "glazen vloer". Hierdoor blijven de kinderen vaak in een "glazen kooi".